# Os de sípia

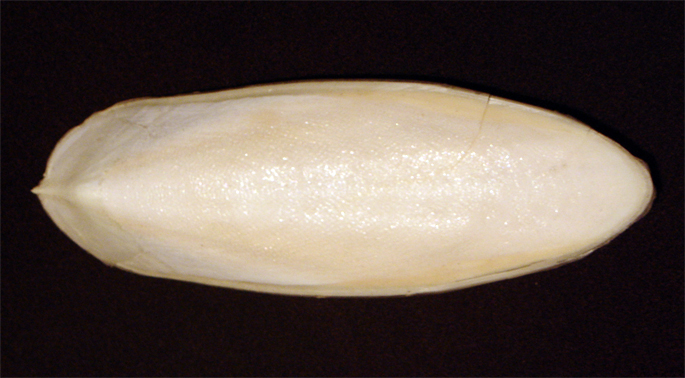
Conquilla de sípia

L'os de sípia és la conquilla de les sèpies, una estructura interna dura, trencadissa i lleugera pròpia de tots els membres de l'ordre Sepiida, coneguts comunament com a sípies. Està composta principalment de carbonat de calci. Està plena de petits espais i gas que serveix per controlar la flotabilitat de l'animal. Anteriorment, els ossos de sípies s'usaven per fer sorra per a polir. S'afegia aquesta sorra al dentifrici i s'usava com antiàcid o com a producte absorbent. Avui en dia, l'os de sípia s'utilitza habitualment com a suplement alimentari ric en calci per a aus engabiades, xinxilles, crancs ermitans, rèptils i cargols.

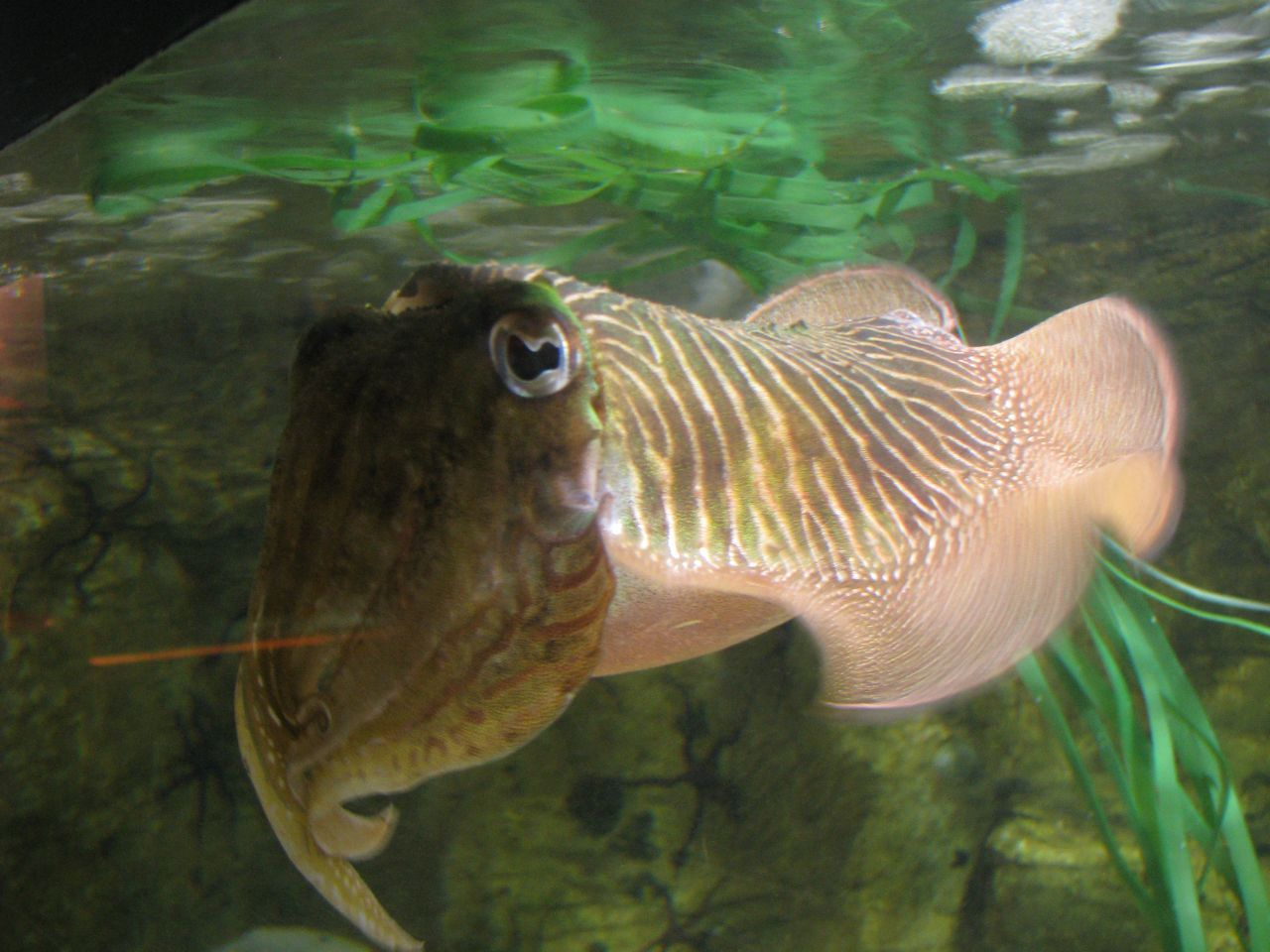
Sepia officinalis